# Abbaye San Martin de Castañeda
Pour les articles homonymes, voir Castañeda.
L’abbaye de Castañeda est une ancienne abbaye, bénédictine puis cistercienne, située en Espagne, plus précisément à Galende, à proximité du lac de Sanabria, dans la comarque de Sanabria (Province de Zamora, Castille-et-León).

## Histoire

### Première fondation
Une première fondation dont l'existence est incertaine est supposée avoir préexisté à la Conquête musulmane de 711. Ce monastère aurait été fondé par les Wisigoths.

### Refondation après laReconquista

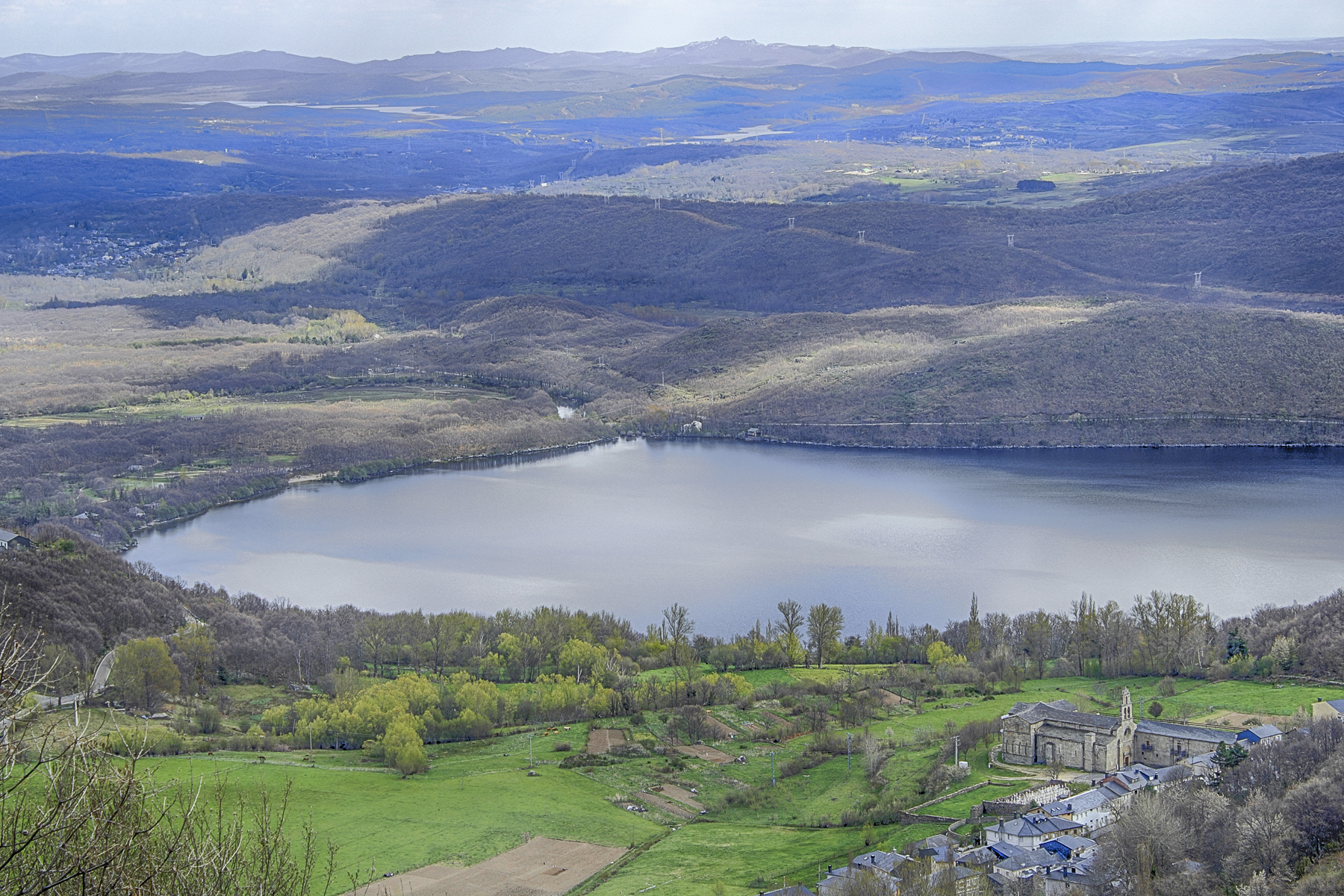
L'abbaye San Martín de Castañeda, située à proximité du lac de Sanabria.

Entre 897 et 916, après que les Espagnols ont commencé la Reconquista, plusieurs futurs moines senabriens se rassemblent sous l'autorité de l'abbé Martín ; ils sont rejoints par d'autres venus de San Cebrián de Mazote (es), à Valladolid. La Meseta souffre alors d'une sécheresse particulièrement grave, et les moines recherchent une région plus arrosée. Or San Martín de Castañeda est situé à proximité immédiate du lac de Sanabria.
Ils sont rejoints en 921 par un troisième groupe, plus important, sous la direction de l'abbé Jean. Ce groupe vient de Cordoue et fuit les musulmans. Leur arrivée marque une étape importante dans la construction du monastère, dont beaucoup d'éléments datent du Xe siècle. Il reçoit à cette époque plusieurs dons du roi Ramire II. Au XIe siècle, le monastère est peut-être à nouveau abandonné à cause des incursions d'Almanzor. Ce qui est certain, c'est qu'en 1150 Alphonse VII demande à des moines bénédictins de reconstruire le monastère. Une communauté monastique s'installe à l'abbaye sous la direction de l'abbé Pedro Cristiano.

### Le tournant cistercien
En 1245, la réforme cistercienne ayant un grand succès, l'abbaye de Carracedo est sollicitée pour devenir l'abbaye-mère de celle de Castañeda. L'abbé bénédictin Viviano termine son mandat et décide de changer d'ordre. L'abbaye de Castañneda est la dernière de la province à se joindre à l'ordre cistercien.
Aux XIIIe et XIVe siècles, l'abbaye de Castañeda vit sa période de plus grande prospérité ; son influence s'étend alors à l'ouest jusqu'à Bragance et Miranda, au Portugal, et à l'est jusqu'à Tierra de Campos et Manganeses de la Lampreana.
Elle commence ensuite une longue période de déclin. Au XVe siècle, elle rejoint la congrégation réformée de Saint-Bernard de Castille. Au XVIe siècle, elle retrouve un certain prestige, en accueillant les moines étudiants de la congrégation.

### Après les moines
La guerre d'indépendance espagnole met le monastère à mal, et le désamortissement de Mendizábal chasse les moines et ferme l'abbaye en 1835. Les bâtiments conventuels sont utilisés comme carrière de pierres pour la construction des habitations du village, alors que l'église abbatiale, transformée en église paroissiale, subsiste jusqu'à aujourd'hui. En 1931, les restes de l'abbaye sont classés ensemble historique à l'initiative de Manuel Gómez-Moreno.

## L'abbaye

### L'église abbatiale

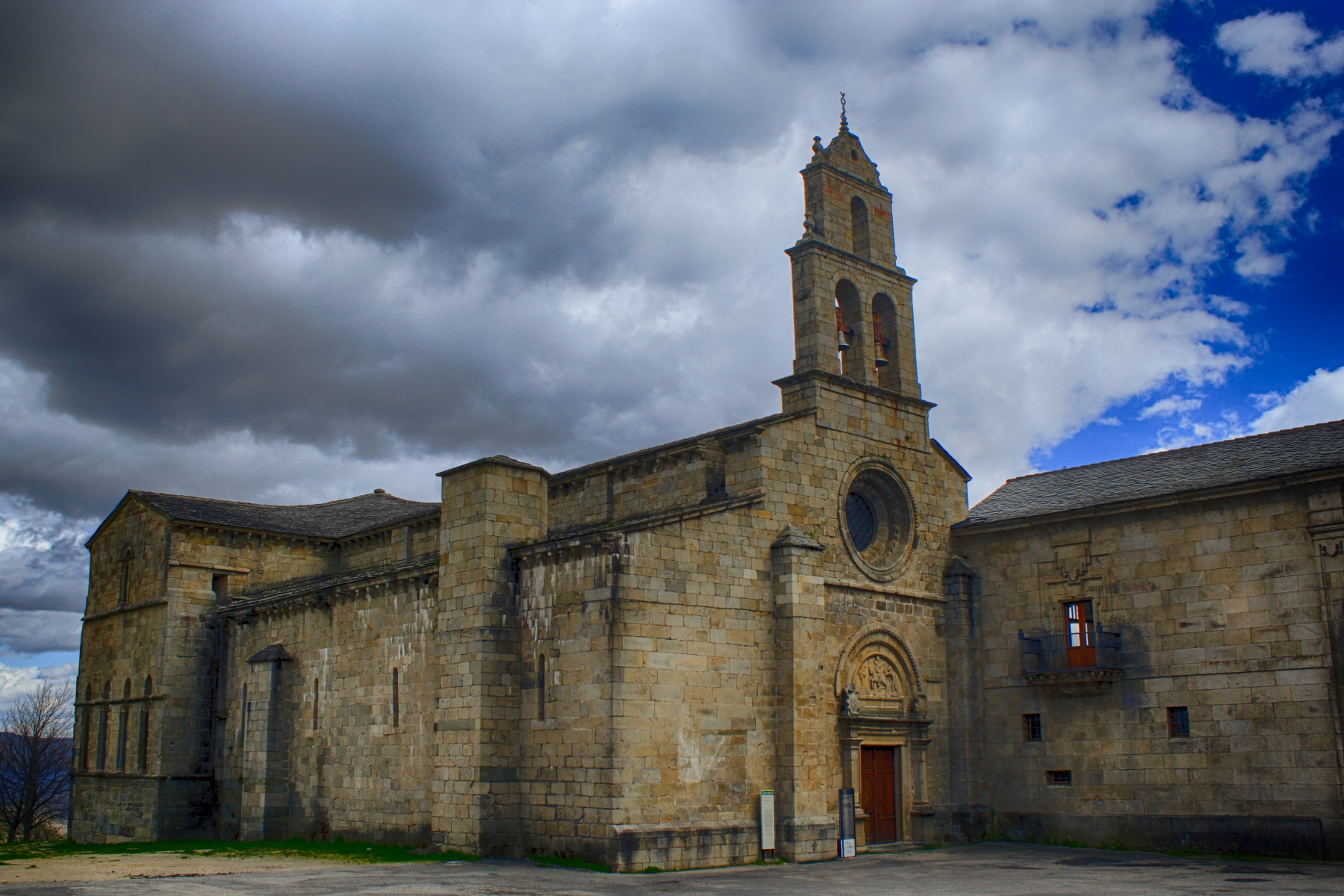
L'église abbatiale.

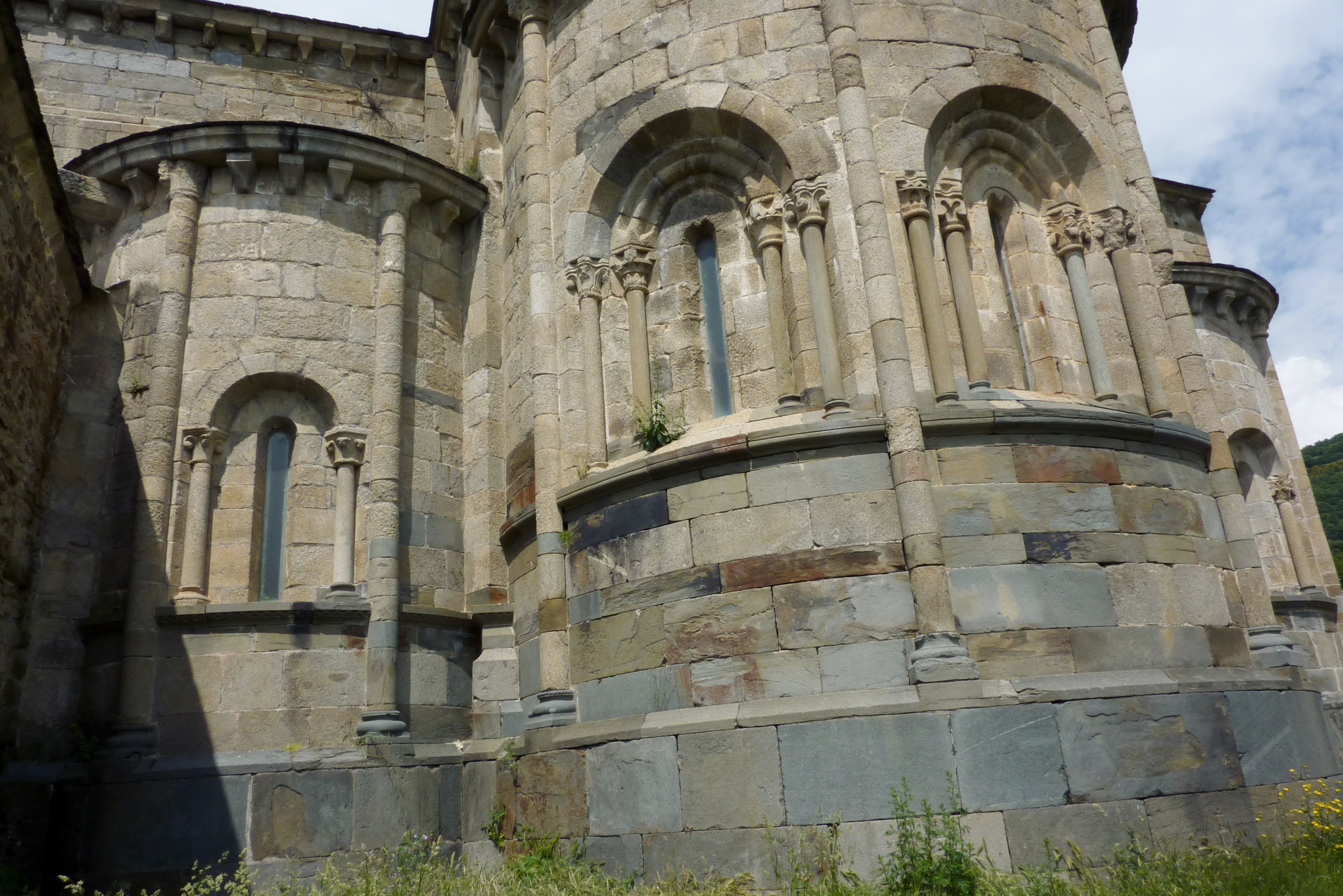
Les absides de l'église abbatiale.

L'église est bâtie en granite ; assez vaste, elle compte trois nefs de quatre travées et forme une croix latine. Son chœur est complété par trois absides, celle du centre plus importante que les deux latérales. Cette architecture n'est pas typique des églises cisterciennes (à chevet plat) et s'explique probablement par l'origine bénédictine du bâtiment. La partie la plus récente est le clocher occidental, reconstruit en 1571, mais dans lequel s'insère la première pierre de la reconstruction de 921.
Son plan comme sa décoration la font souvent comparer à la cathédrale de Zamora. Les chapiteaux des colonnes, moins sobres que dans les fondations cisterciennes, sont ornés de thèmes végétaux.

### Le cloître
Le cloître se situait du côté sud de l'abbatiale. Il n'en reste pas trace aujourd'hui.

## Le monastère dans la littérature
L'écrivain Miguel de Unamuno découvre le monastère au début du XXe siècle et y place une partie de l'action d'un de ses romans, San Manuel Bueno, mártir (es). Notamment un poème fait explicitement mention de l'abbaye :
San Martín de Castañeda,

espejo de soledades,

el Lago recoge edades

de antes del hombre y se queda

soñando en la santa calma

del cielo de las alturas,

en que se sume en honduras

de anegarse, ¡pobre! el alma...